# Церква святого Нерсеса Великого
Церква Святого Нерсеса Великого — знаходиться в місті Ходжавенд Ходжавендського району, Азербайджан. Названа на честь великого Вірменського Католикоса Святого Нерсеса Великого.